# 田原城 (三河国)
田原城（たはらじょう）は、三河国渥美郡田原（現在の愛知県田原市田原町巴江）にあった戦国期から江戸期の日本の城。江戸時代には田原藩1万2千石の藩庁であった。

## 歴史
文明12年（1480年）ころに戸田宗光（全久）によって築城され、戸田氏の三河湾支配の拠点となった。
16世紀になると近隣の戦国大名の拡大に伴って、はじめは松平氏に属し、さらに今川氏に転じた。天文16年（1547年）、戸田康光のとき、人質として今川氏の本拠地駿河国に送られる松平氏の嫡男竹千代（後の徳川家康。康光は義母の父に当たる）を護送する任を受けるも、寝返って竹千代を今川氏の敵方の織田信秀に送ってしまったため今川義元の怒りを買い、田原城は今川方の攻撃を受けて落城、城主康光も戦死した。
ただし、2010年後半になって岡崎城を織田氏に攻め落とされた松平広忠が自ら竹千代を人質に出したとする説が有力となったことで、戸田康光の裏切りそのものが事実として成立しなくなってしまった。加えて、田原城周辺の状況から天文16年の田原城攻撃の際には落城には至らず、実際に田原城が落城したのは天文19年（1550年）頃であったと推定されている。
その後今川氏に属する城代が入るが、桶狭間の戦いの後、今川氏から自立した家康によって攻略され、松平氏譜代の本多広孝が城主に入って、東三河の旗頭として吉田城（豊橋市）を与えられた酒井忠次の指揮下に入った。さらに天正18年（1590年）、家康が関東へと移封すると代わって吉田城に入封した池田輝政の持ち城となり、田原城には重臣筆頭の伊木忠次が城主となって田原に在城した。輝政の統治期に、石垣の修築や曲輪の整備などが行われたと考えられる。
江戸時代になると、田原城には三河の他の主な城と同様に譜代大名が置かれ、1万石そこそこと少ないながらも藩を形成した。はじめ田原戸田家の支族、戸田尊次が入り、その後寛文4年（1664年）に三宅氏が1万2千石で入封、そのまま明治維新を迎えるまで200年強支配した。三宅氏は、現在、最高裁判所の別名の三宅坂で名を残す。
廃藩置県後の明治5年（1872年）、他の多くの城と同様に田原城の建築物も取り壊された。

## 歴代城主[6]
| 時代            | 城主             |
| --------------- | ---------------- |
| 1480年 - 1499年 | 戸田宗光         |
| 1499年 - 1509年 | 戸田憲光         |
| 1509年 - 1526年 | 戸田政光         |
| 1526年 - 1542年 | 戸田宗光（康光） |
| 1542年 - 1547年 | 戸田堯光         |
| 1547年          | 天野景貫         |
| 1548年          | 朝比奈元智       |
| 1561年          | 岡部輝忠         |
| 1562年 - 1565年 | 朝比奈元智       |
| 1565年 - 1577年 | 本多広孝         |
| 1577年 - 1590年 | 本多康重         |
| 1590年 - 1601年 | 伊木清兵衛       |
| 1601年 - 1615年 | 戸田尊次         |
| 1615年 - 1647年 | 戸田忠能         |
| 1647年 - 1664年 | 戸田忠冶         |
| 1664年 - 1687年 | 三宅康勝         |
| 1687年 - 1726年 | 三宅康雄         |
| 1726年 - 1745年 | 三宅康徳         |
| 1745年 - 1755年 | 三宅康高         |
| 1755年 - 1780年 | 三宅康之         |
| 1780年 - 1785年 | 三宅康武         |
| 1785年 - 1792年 | 三宅康邦         |
| 1792年 - 1809年 | 三宅康友         |
| 1809年 - 1823年 | 三宅康和         |
| 1823年 - 1827年 | 三宅康明         |
| 1827年 - 1850年 | 三宅康直         |
| 1850年 - 1869年 | 三宅康保         |

## 城の特徴

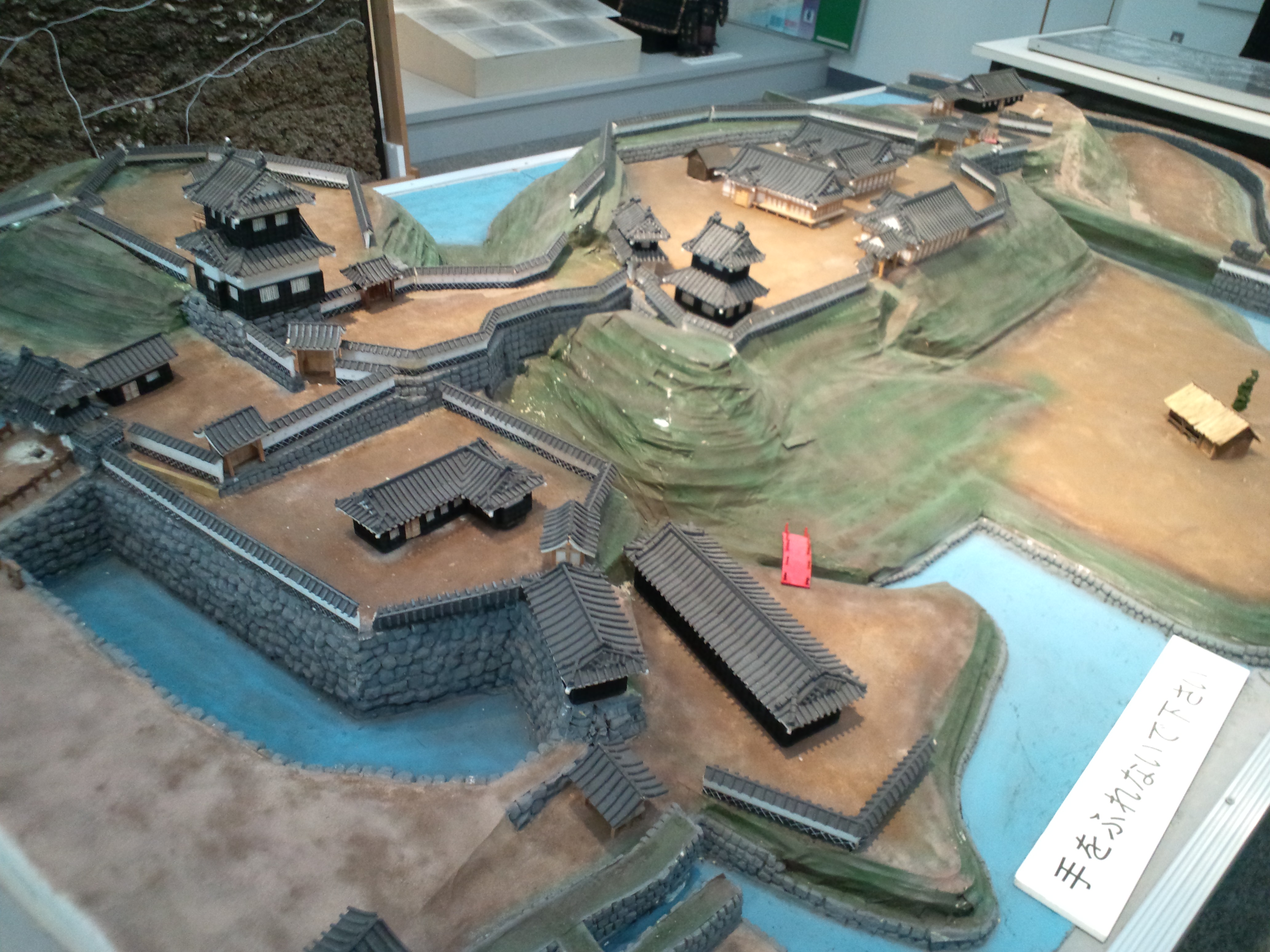
田原城の模型

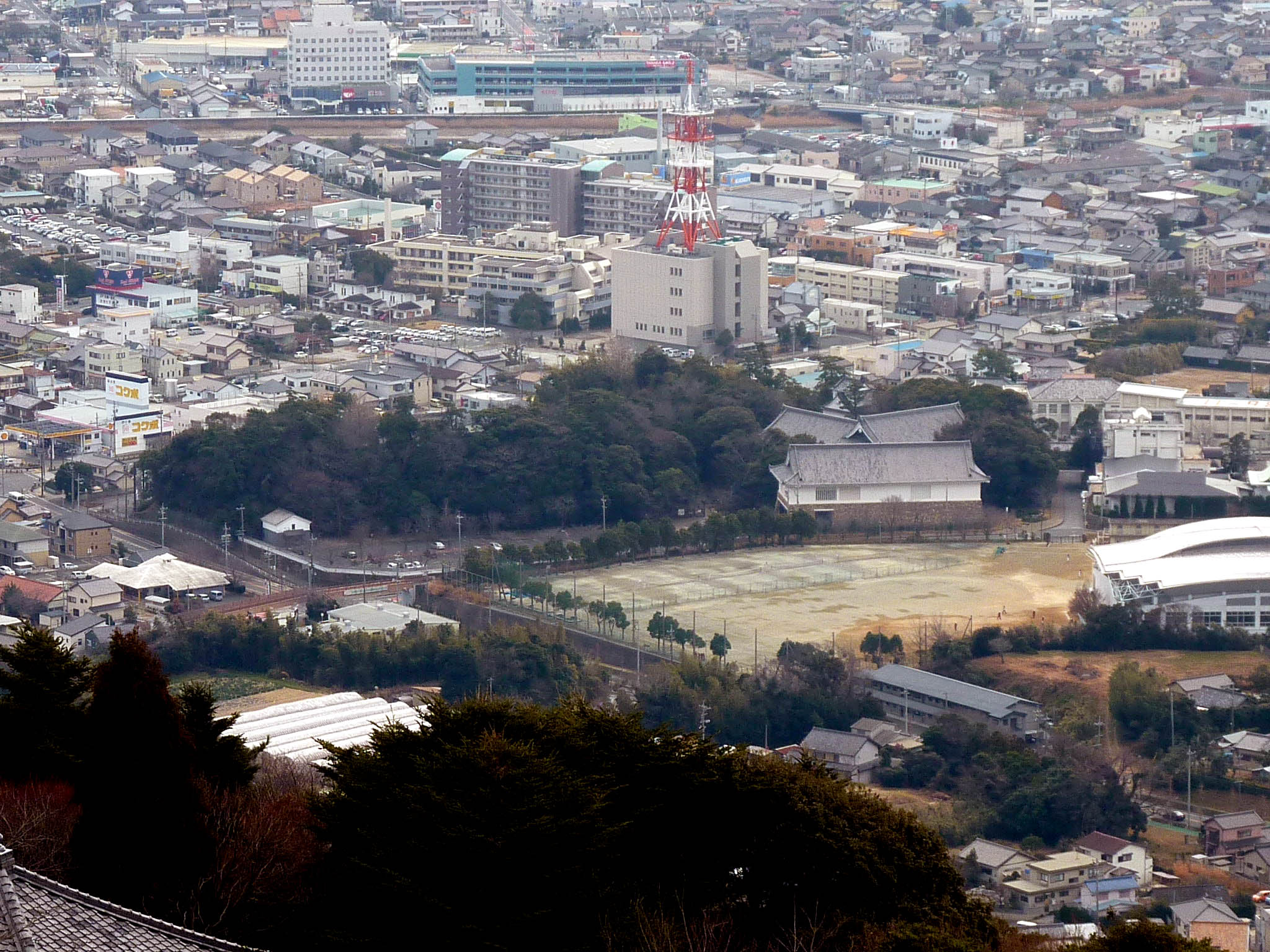
蔵王山から望む

海に面した小さな丘に築かれており、海や水堀に囲まれた城郭の形状から別名を巴江城という。
築城当時は東側から北周りに西側にかけて海に面し、巴型に水堀を張り巡らせて主郭を守った。16世紀はじめの戸田氏は渥美郡全域（現在の田原市から豊橋市の豊川・朝倉川南岸まで）及び知多半島の一部を領有していた。渥美半島のみならず三河湾の海上支配をもくろみ、半島の中ほどにあり海に面した田原城を本拠としたのである。また、戸田氏が半島内に築城した老津城・大崎城・二連木城はいずれも三河湾または三河湾に注ぎ込む朝倉川に面しており、戸田氏が海上支配を重視していたことがよくわかる。
天正18年（1590年）池田輝政が東三河に入ると、本拠地を吉田城に構え、田原城も城代として入った伊木忠次によって整備がなされた。現在残る曲輪の配置や石垣などは基本的にはこの時期か、池田氏の後に入った戸田氏によってなされたものと考えられている。江戸時代になると田原城の南側に城下町が形成された。また、17世紀後半ころに田原城の東側の大きな入り江に大規模な干拓が行われ、海に面していた田原城本丸は陸地にむき出しとなり、現在に至っている。
また、一部の武家屋敷や藩校・成章館などを囲むように外郭も形成されていた。明治初年に撮影された古写真によると、主郭の壁は海鼠壁となっており、二ノ丸の櫓は層塔式二階建てのものとなっている（現在再建されたものとは形状が異なる）。

## 現在の田原城址

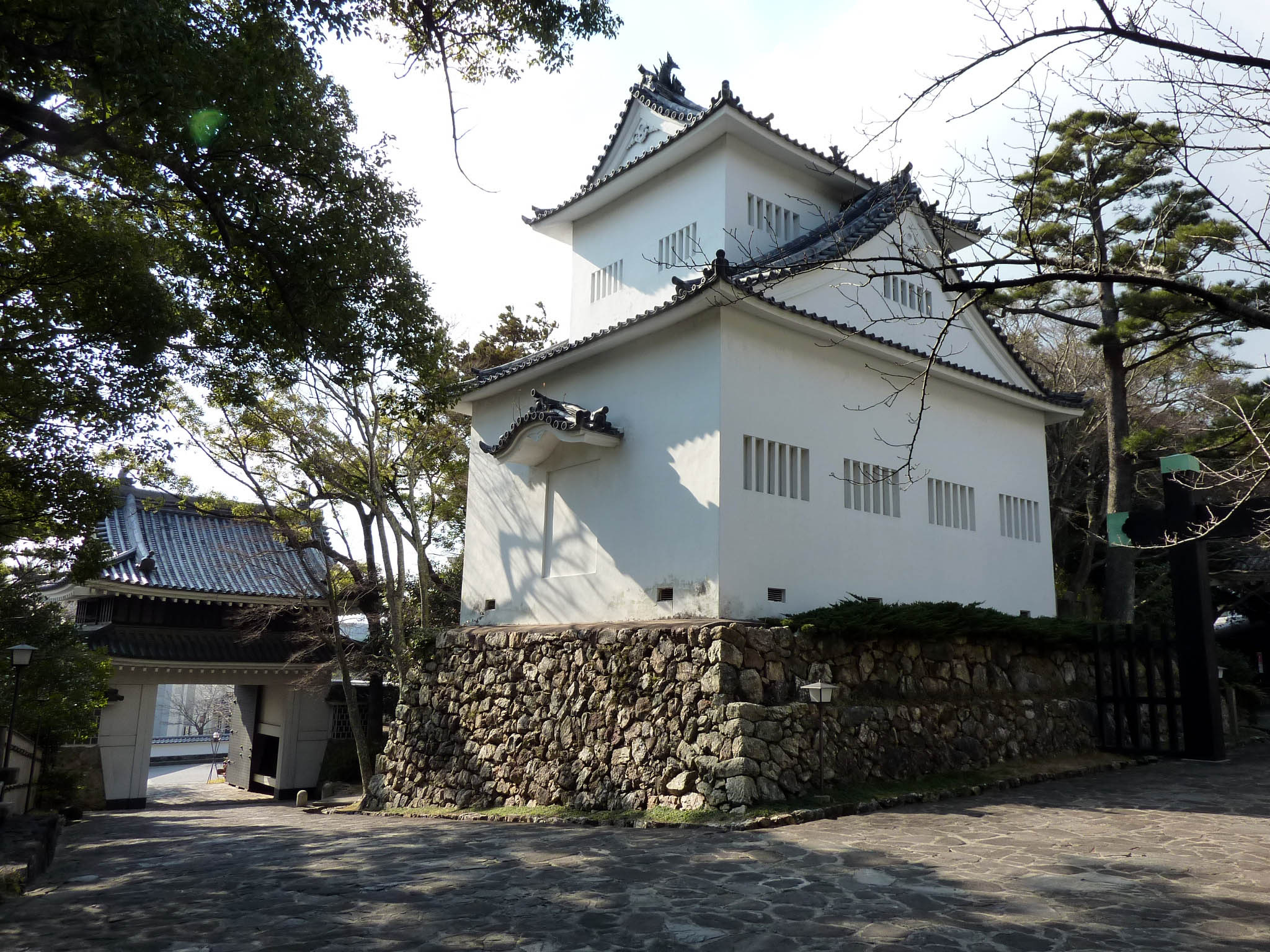
復元二の丸櫓（奥に桜門）。石垣を除き模擬再建。内部は現在田原市博物館の一部となっている

石垣を初めとした遺構は多く残るが、建物は昭和以降の再建である。また、城地の多くは地域住民の公共的な施設になっている。内郭は、本丸が三宅氏の家祖である南朝の忠臣児島高徳を祀る巴江神社になっており、9月半ばには年に一度の祭りが大々的に行なわれて、地区住民のシンボルとなっている。この神社は、三宅氏が文化年間に二ノ丸に建立した社から、魂を移したものである。二ノ丸には二の丸櫓が再建されているが、古写真で見ると櫓は下見板張となっており、過去にあったものとは異なる外見となってしまっている。郭内は田原市博物館となっているが、1990年代の博物館建設の際、施設と通路の再整備のために多くの遺構を崩してしまったことは批判も受けている。なお、博物館建設以前は町立保育所となっていた。三ノ丸は護国神社となっており、併せて渡辺崋山・村上範致・岡田虎二郎など郷土の偉人の顕彰碑が建設されている。
そのほか、大手門が再建されているが、やや装飾過剰なようである。石垣は16世紀と思われる野面積みのものがそのまま残っている。石も田原市北部から産出する石灰岩が混ざっていて、地域性が出ている。
城の外郭にも長らく土盛りなどが残っていたが、近年の再開発で多くは崩されてしまった。現在でも田原中部小学校の南側にわずかながら石垣と土盛りが残されている。
藩校の成章館の跡は田原中部小学校となり、またその北側に渡辺崋山を主神とする崋山神社を建設した。なお、藩校の成章館の名は、田原城の西郊にある愛知県立成章高等学校に引き継がれている。
また、城の南側・西側などの道は当時武家屋敷が並んでいたところで、再開発で道の多くはなくなったり拡幅されてしまったが、一部に城下町の風情を残している。
本丸跡には巴江神社が建てられている。

## ギャラリー

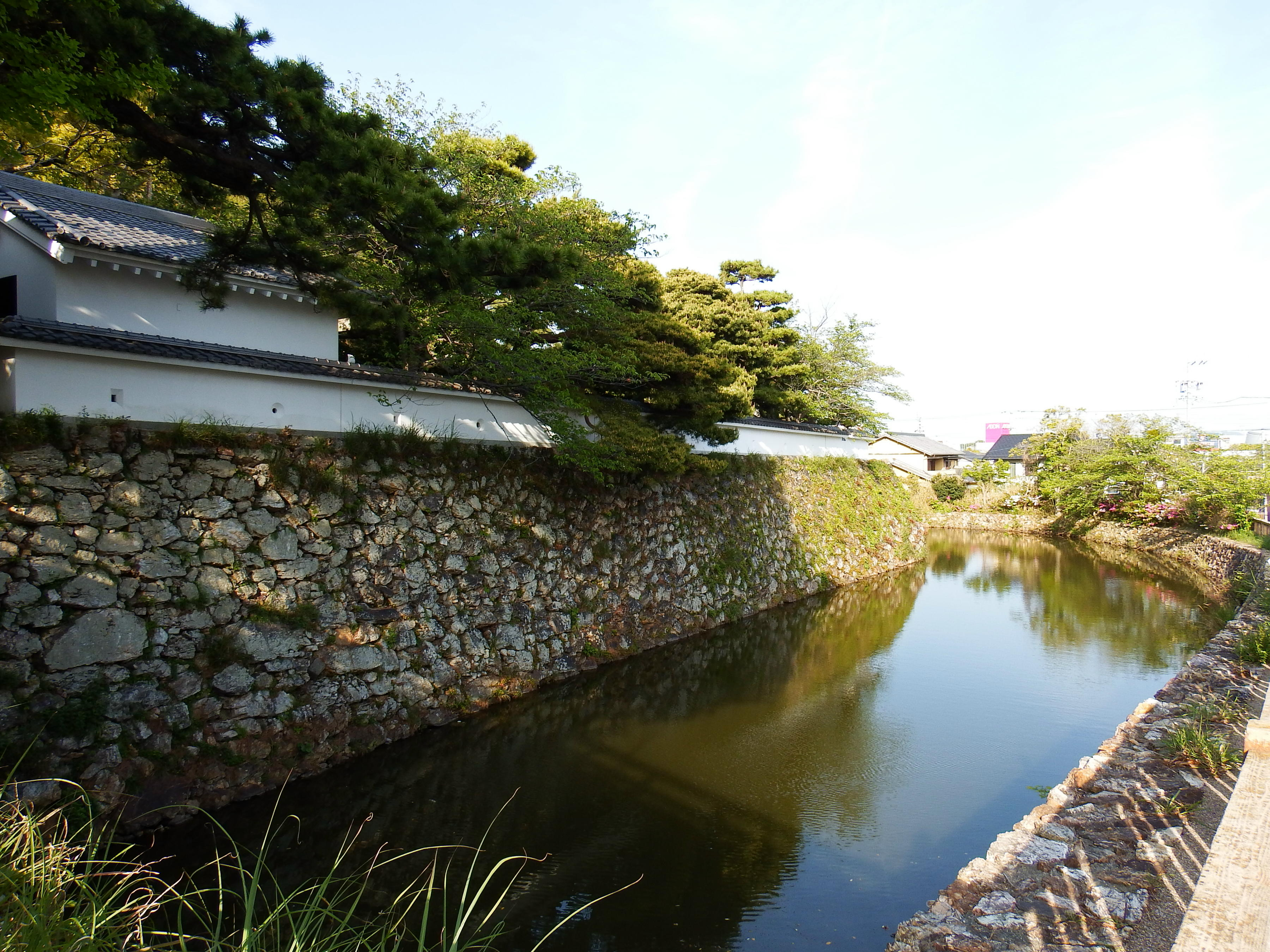
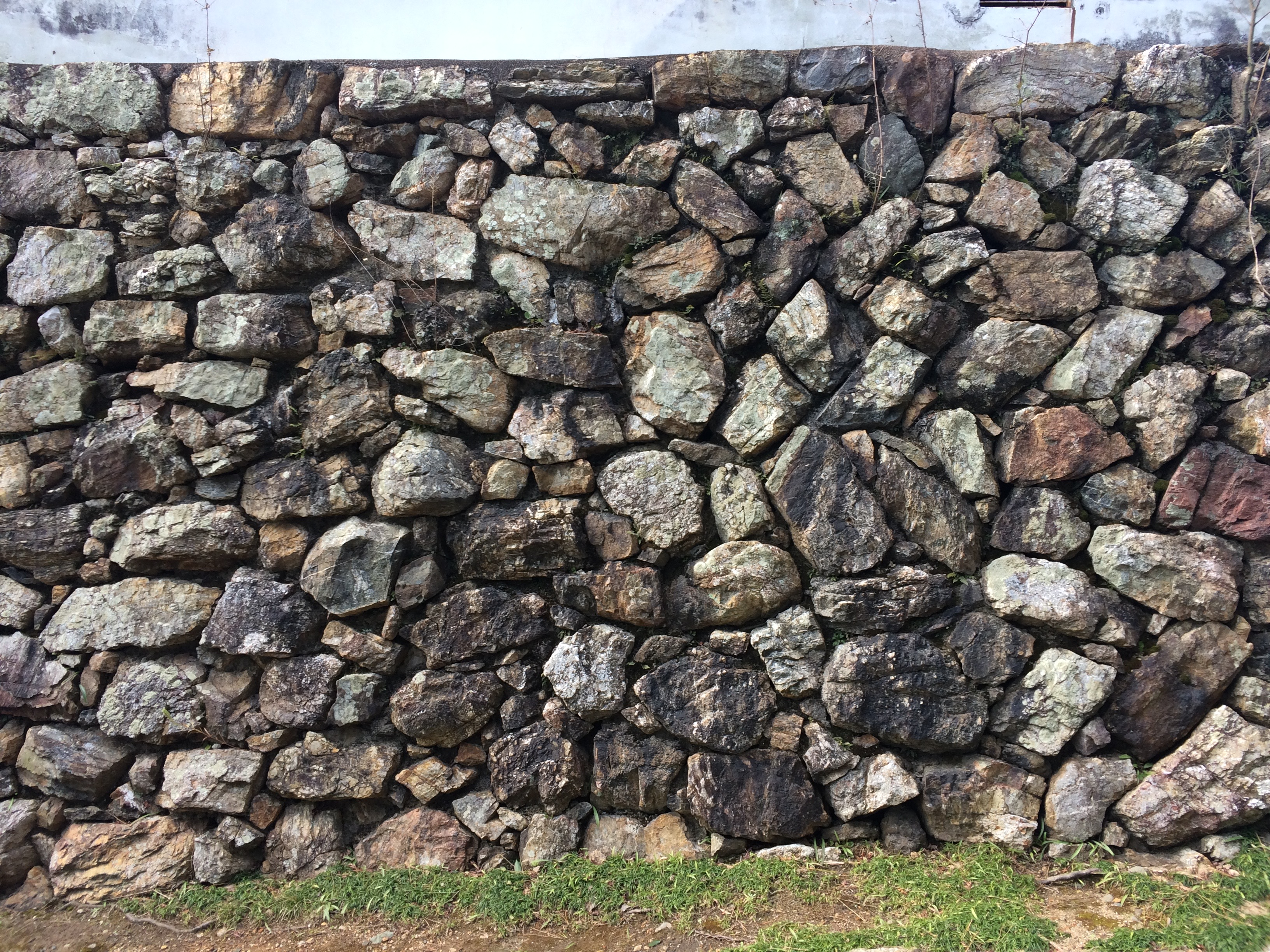
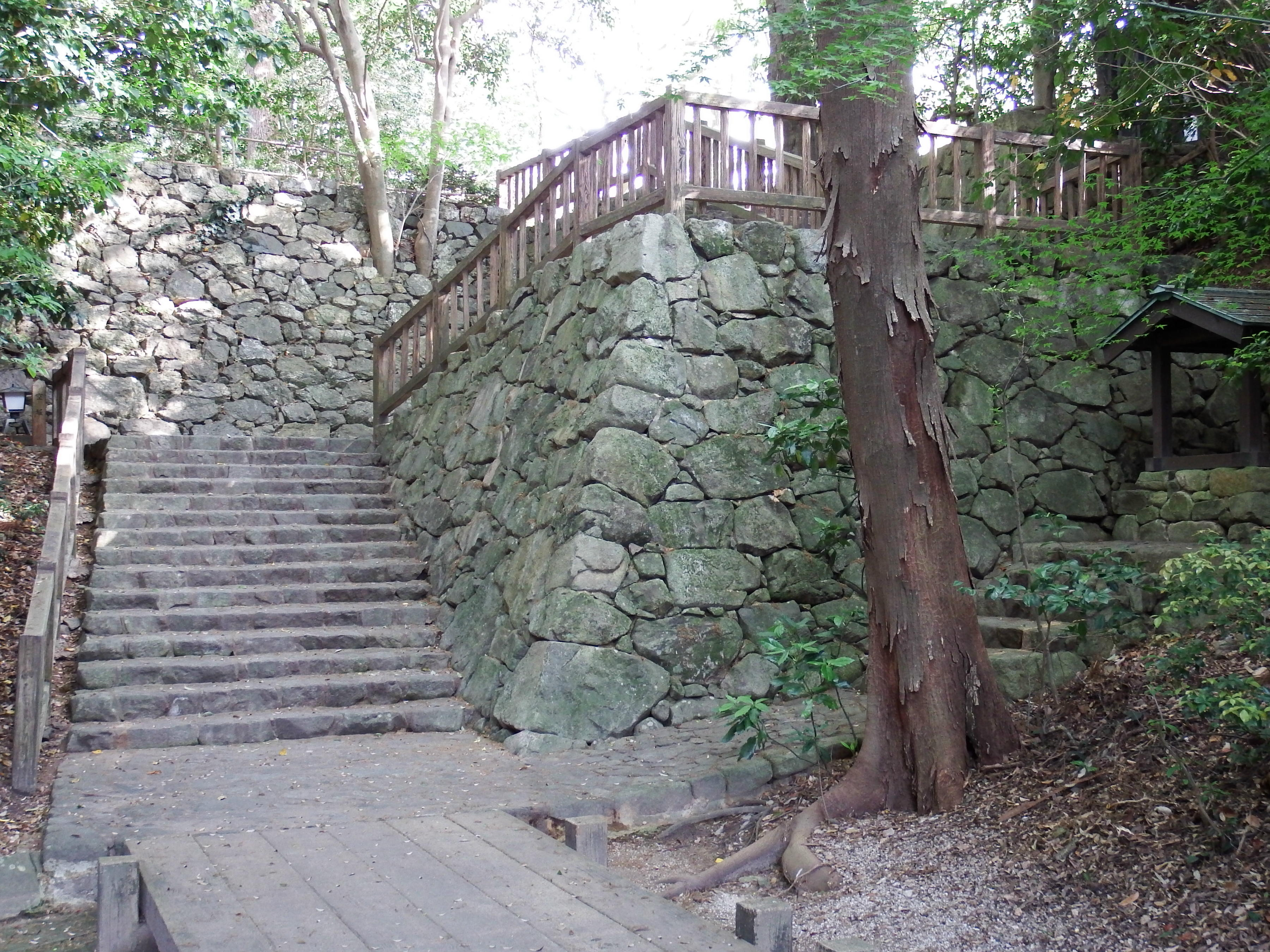
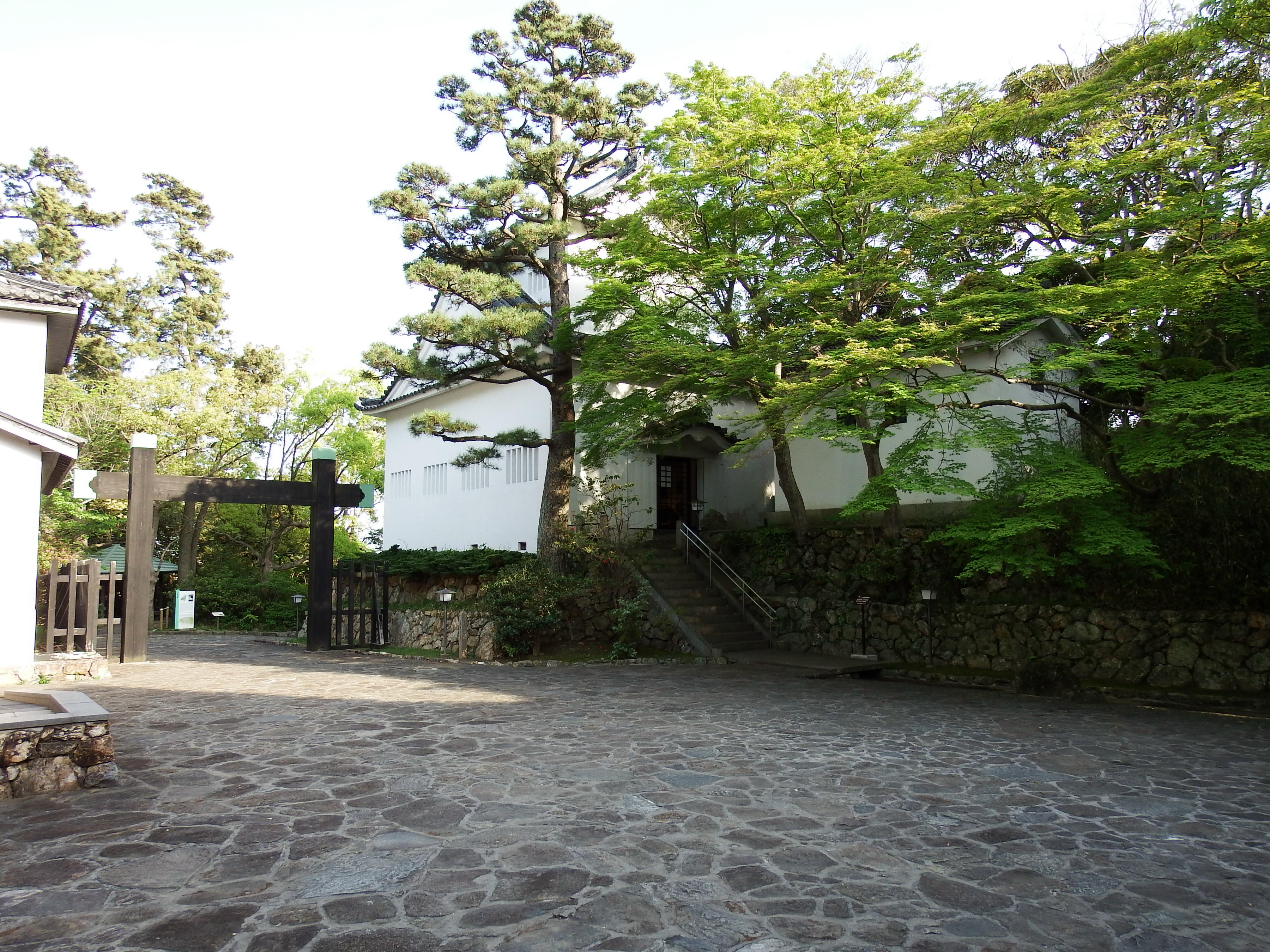
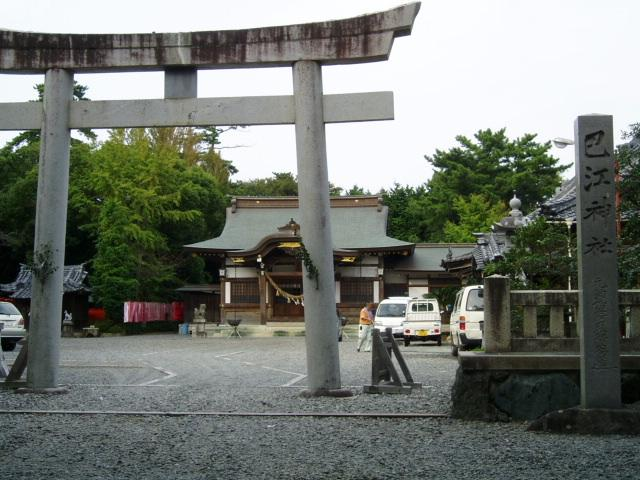
本丸跡。現在は神社。城の時代をしのぶ建築物はない
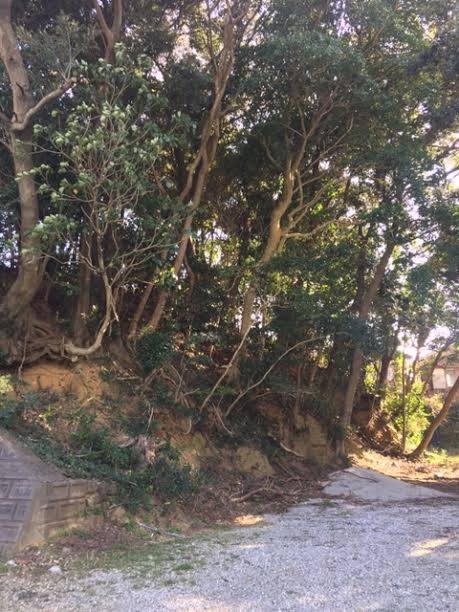
田原城の土塁の一部
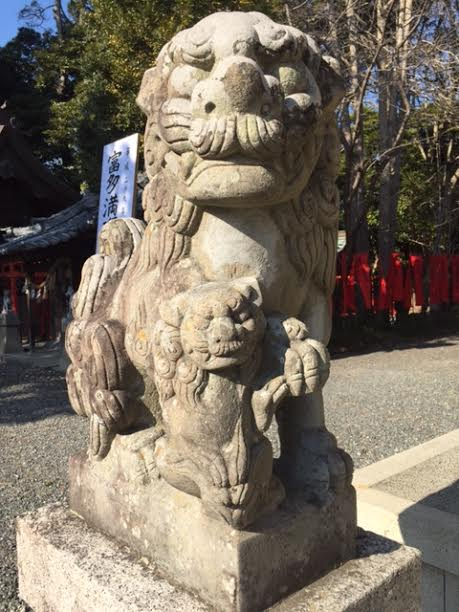
田原城にある巴江神社の狛犬（左）
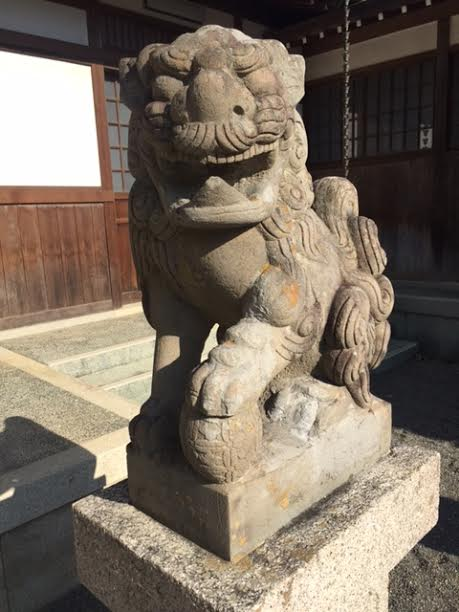
田原城にある巴江神社の狛犬（右）
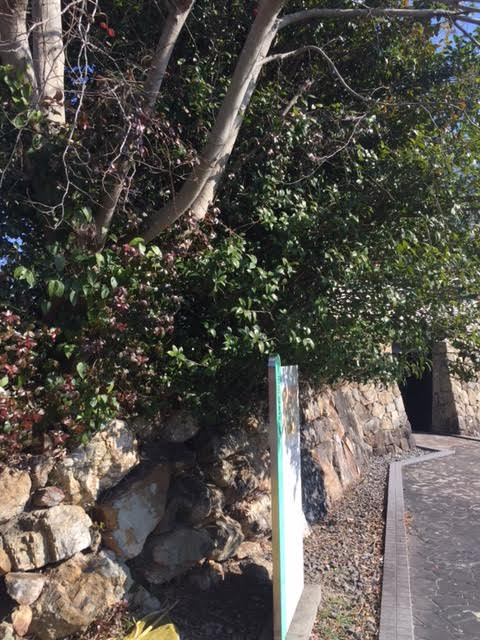
田原城惣門跡の写真
護国神社境内の岡田虎二郎顕彰碑

## アクセス
- 豊橋鉄道渥美線「三河田原駅」から北へ徒歩で約15分[7]。